# Jalal Rafkhaei
Jalal Rafkhaei (en persa: سید جلال رافخایی‎; n. Bandar-e Anzali, 24 de abril de 1984) es un exfutbolista iraní. Jugaba en la demarcación de delantero y su último equipo fue el Malavan FC de la Iran Pro League.

## Selección nacional
Ha jugado un total de doce partidos con la selección de fútbol de Irán, contando partidos amistosos y uno de clasificación para la Copa Asiática 2015.

### Goles internacionales
| # | Fecha                | Estadio                 | Oponente  | Gol | Resultado | Competición |
| - | -------------------- | ----------------------- | --------- | --- | --------- | ----------- |
| 1 | 7 de agosto de 2008  | Estadio Takhti, Teherán | Palestina | 3–0 | 3–0       | WAFF 2008   |
| 2 | 11 de agosto de 2008 | Estadio Takhti, Teherán | Catar     | 5–1 | 6–1       | WAFF 2008   |

## Clubes
| Rendimiento | Rendimiento | Rendimiento | Liga     | Liga  | Copa       | Copa       | Continental | Continental | Total    | Total |
| Temporada   | Club        | Liga        | Partidos | Goles | Partidos   | Goles      | Partidos    | Goles       | Partidos | Goles |
| Irán        | Irán        | Irán        | Liga     | Liga  | Copa Hazfi | Copa Hazfi | Asia        | Asia        | Total    | Total |
| ----------- | ----------- | ----------- | -------- | ----- | ---------- | ---------- | ----------- | ----------- | -------- | ----- |
| 2005–06     | Malavan     | Pro League  | 28       | 0     | 0          | 0          | –           | –           | 28       | 0     |
| 2006–07     | Malavan     | Pro League  | 28       | 3     | 0          | 0          | –           | –           | 28       | 3     |
| 2007–08     | Malavan     | Pro League  | 30       | 8     | 0          | 0          | –           | –           | 30       | 8     |
| 2008–09     | Malavan     | Pro League  | 30       | 11    | 2          | 0          | –           | –           | 32       | 11    |
| 2009–10     | Malavan     | Pro League  | 31       | 5     | 2          | 0          | –           | –           | 33       | 5     |
| 2010–11     | Zob Ahan    | Pro League  | 25       | 5     | 1          | 0          | 7           | 0           | 33       | 5     |
| 2011–12     | Malavan     | Pro League  | 23       | 7     | 1          | 0          | –           | –           | 24       | 7     |
| 2012–13     | Malavan     | Pro League  | 31       | 19    | 1          | 0          | –           | –           | 32       | 19    |
| 2013–14     | Malavan     | Pro League  | 16       | 9     | 1          | 0          | –           | –           | 17       | 9     |
| 2014–15     | Malavan     | Pro League  | 11       | 4     | 0          | 0          | –           | –           | 11       | 4     |
| 2020-2021   |             |             |          |       |            |            |             |             |          |       |
| Total       | Total       | Total       | 254      | 71    | 8          | 0          | 7           | 0           | 269      | 71    |

- Asistencias

| Temporada | Equipo   | Asistencias |
| --------- | -------- | ----------- |
| 07/08     | Malavan  | 1           |
| 08/09     | Malavan  | 1           |
| 09/10     | Malavan  | 1           |
| 10/11     | Zob Ahan | 0           |
| 11/12     | Malavan  | 1           |
| 12/13     | Malavan  | 2           |
| 13/14     | Malavan  | 3           |
| 14/15     | Malavan  | 1           |

## Palmarés

### Campeonatos continentales
| Título                                                   | Club                        | País | Año  |
| -------------------------------------------------------- | --------------------------- | ---- | ---- |
| Campeonato de la Federación de Fútbol de Asia Occidental | Selección de fútbol de Irán | Irán | 2008 |

### Distinciones individuales
| Título                           | Club       | País | Año  |
| -------------------------------- | ---------- | ---- | ---- |
| Máximo goleador de la Liga Iraní | Malavan FC | Irán | 2013 |